# Nagykanizsai zsinagóga
Az egykori nagykanizsai zsinagóga klasszicista stílusú épülete a Fő út egyik udvarán ("Zsinagóga udvar") áll. A templom jelenleg üresen áll és nem használják istentiszteleti célokra. Alkalmanként időszaki kiállítások, koncertek, kulturális és vallási események helyszíne.

## Története
Az első imaház – a „Kis Sörház” – 1745-ben épült fel a Batthyány-uradalom serfözőjében. A főimaházat 1805-ben átköltöztették a Fő úton található Batthyány-kastély udvari épületébe. A XIX. század elejére a kanizsai zsidóság mindkét helyszínt kinőtte. A Batthyány-család a kezdetektől patronálta a helyi zsidóságot, a zsinagóga építéséhez Batthyány Fülöp herceg biztosította a telket és az építőanyag egy részét is. A földesúr 1804-ben vagy 1805-ben megbízta uradalmi építészét Voyta (Vojta illetve Wojta) Ferencet, hogy készítse el az épület terveit. Az építkezés 1807-ben indult meg, de meglehetősen vontatottan haladt. A Voyta-féle tervet a hitközség nem találta megfelelőnek, ezért azt a bécsi Ehmann és a marburgi Marek építőmesterekkel átdolgoztatták, majd a varasdi Dank vezetésével 1817-ben folytatták az építkezést. Az elkészült zsinagógát végül 1821. szeptember 14-én avatták fel. 
A kanizsai zsidóság rendkívül haladónak számított, amelyet például az is bizonyít, hogy a zsinagógában 1829-től karének működött és elsőként a helyi zsinagógában szólalt meg orgona Magyarországon izraelita istentiszteleten, 1845. október 22-én. Az orgona Focht Ferenc pécsi orgonaműhelyében készült. A progresszió motorja az országszerte ismert és elismert tudós, Lőw Lipót volt, aki 1841 és 1846 között Nagykanizsán volt rabbi. Lőw rabbi az országban és zsinagógában elsőként Nagykanizsán prédikált magyar nyelven 1844-ben. 
A zsinagóga 1844–1845-ben egy nagy, klasszicista stílusú átalakításon esett át. 
1863 szeptemberében átutazóban Nagykanizsán járt Moses Montefiore brit filantróp, amelynek során ellátogatott a helyi zsinagógába is. 
1869-ben a hitközség neológnak nyilvánította magát. 
1883-ban felújították az épületet, 1903-ban pedig rákötötték az elektromos hálózatra. 1921-ben készült el a zsinagóga mellett az első világháború kanizsai izraelita áldozatainak emlékműve. Az épület 1927-ben kisebb átalakításon esett át Baumhorn Lipót tervei alapján. 
1944-ben részben a zsinagóga területén alakították ki a kanizsai gettót, illetve a helyi és környékbeli zsidóságot itt gyűjtötték össze és innen deportálták a megsemmisítő táborokba. Nagykanizsa és környéke körülbelül 3000 zsidó lakosa közül mintegy 2700-an haltak meg a második világháborúban. A zsidóság deportálását követően a Belügyminisztérium elrendelte a zsinagóga lebontását, azonban azt a helyi városvezetők nem hajtották végre. A nagykanizsai gettó emlékművét 1946-ban avatták fel. 
A hitközség a háború után újjászerveződött, 1949-ben 291 tagja volt és még rabbit is választottak. Lélekszámuk főként el- és kivándorlás, valamint természetes fogyás miatt 1960-ra 136 főre csökkent. A hitközség az 1980-as évek elején eladta a városnak a zsinagógát, amely azóta önkormányzati tulajdonban van. Az istentiszteleteket így nem ott, hanem a hitközségi épület imatermében tartják. 
A zsinagóga udvarán 2004-ben állították fel Rétfalvi Sándor Zsidó Holocaust című kompozícióját. Az emlékmű bronz menóráját 2012-ben ellopták. Az elkövetőket a rendőrség még ugyanabban az évben elfogta, és a bűncselekménynek feltehetően nem volt antiszemita motívuma. Az épület műemléki védettség alatt áll.